# Bagnolo Cremasco
Bagnolo Cremasco é uma comuna italiana da região da Lombardia, província de Cremona, com cerca de 4.554 habitantes. Estende-se por uma área de 10 km², tendo uma densidade populacional de 455 hab/km². Faz fronteira com Abbadia Cerreto (LO), Chieve, Crema, Crespiatica (LO), Palazzo Pignano, Trescore Cremasco, Vaiano Cremasco.

## Demografia
| Variação demográfica do município entre 1861 e 2011                               |
|                                                                                   |
| Fonte: Istituto Nazionale di Statistica (ISTAT) - Elaboração gráfica da Wikipedia |